# Paltoï ben Abaye
Paltoï ben Abaye Gaon (hébreu : פלטוי בן אביי גאון) est un rabbin babylonien du IXe siècle. Son magistère à la tête de l’académie de Poumbedita de 842 à 852 inaugure une période florissante pour cette académie qui parvient au premier plan de la vie spirituelle juive et surpasse l’académie rivale de Soura ; il semble par ailleurs être le premier à être appelé « Gaon de Poumbedita ».
Personnalité énergique et affirmée, il assoit si bien son autorité que l’exilarque doit se rendre dans son académie afin d’organiser une assemblée publique. Il s’active également à renforcer les liens de son académie avec les communautés étrangères, étant le premier à établir des relations avec les communautés d’Afrique du Nord, que son fils Tsemah s’emploiera à renforcer. Une communauté espagnole le prie également de « lui écrire le Talmud ainsi que des explications pour celui-ci » car « la majorité du peuple a recours à des abrégés de lois (hilkhot ketouot) et disent "Quel besoin avons-nous des difficultés du Talmud ?" » ; Paltoï rédige alors sa réponse la plus célèbre, condamnant sans appel cette pratique qui entraine selon lui un déclin puis un oubli de l’étude de la Torah.
Ses responsa, inclus dans la plupart des recueils de responsa gaoniques et cités par des décisionnaires ultérieurs, ne représentent qu’une petite fraction de sa production littéraire qui demeure pour une grande partie inédite.